# Tuffi ai campionati mondiali di nuoto 2015 - Trampolino 3 metri sincro maschile
La competizione di tuffi dal trampolino 3 metri sincro maschile dei campionati mondiali di nuoto 2015 si è disputata il 28 luglio 2015 nell'Aquatics Palace a Kazan'. Al mattino si è svolto il turno preliminare cui hanno partecipato 20 nazioni. Le dodici migliori coppie hanno gareggiato per le medaglie nella finale tenutasi nel pomeriggio.

## Medaglie
| Posizione | Atlete        | Nazionalità                    |
| --------- | ------------- | ------------------------------ |
| Oro       | Cina          | Cao Yuan Qin Kai               |
| Argento   | Russia        | Evgenij Kuznecov Ilya Zakharov |
| Bronzo    | Gran Bretagna | Jack Laugher Chris Mears       |

## Risultati
I finalisti sono segnalati in verde
| Posizione | Nazionalità   | Atleti                               | Preliminare | Preliminare | Finale | Finale    |
| Posizione | Nazionalità   | Atleti                               | Punti       | Posizione   | Punti  | Posizione |
| --------- | ------------- | ------------------------------------ | ----------- | ----------- | ------ | --------- |
| 1         | Cina          | Cao Yuan Qin Kai                     | 434.43      | 2           | 471.45 | 1         |
| 2         | Russia        | Evgenij Kuznecov Ilya Zakharov       | 448.68      | 1           | 459.18 | 2         |
| 3         | Gran Bretagna | Jack Laugher Chris Mears             | 417.33      | 4           | 445.20 | 3         |
| 4         | Ucraina       | Oleksandr Horškovozov Illja Kvaša    | 397.98      | 8           | 436.53 | 4         |
| 5         | Canada        | Philippe Gagné François Imbeau-Dulac | 373.59      | 12          | 408.66 | 5         |
| 6         | Germania      | Stephan Feck Patrick Hausding        | 410.85      | 6           | 406.80 | 6         |
| 7         | Stati Uniti   | Sam Dorman Kristian Ipsen            | 404.13      | 7           | 405.99 | 7         |
| 8         | Messico       | Jahir Ocampo Rommel Pacheco          | 422.25      | 3           | 405.21 | 8         |
| 9         | Italia        | Giovanni Tocci Andrea Chiarabini     | 412.17      | 5           | 402.00 | 9         |
| 10        | Malaysia      | Ahmad Amsyar Azman Ooi Tze Liang     | 374.97      | 11          | 401.37 | 10        |
| 11        | Giappone      | Shō Sakai Ken Terauchi               | 394.50      | 9           | 389.94 | 11        |
| 12        | Australia     | James Connor Grant Nel               | 384.87      | 10          | 387.69 | 12        |
| 13        | Polonia       | Kacper Lesiak Andrzej Rzeszutek      | 370.08      | 13          |        |           |
| 13        | Brasile       | Ian Matos Luiz Felipe Outerelo       | 370.08      | 13          |        |           |
| 15        | Corea del Sud | Kim Yeong-nam Woo Ha-ram             | 368.88      | 15          |        |           |
| 16        | Colombia      | Sebastián Morales Sebastián Villa    | 362.19      | 16          |        |           |
| 17        | Spagna        | Nicolás García Héctor García         | 360.03      | 17          |        |           |
| 18        | Norvegia      | Filip Devor Daniel Jensen            | 338.31      | 18          |        |           |
| 19        | Cile          | Diego Carquin Donato Neglia          | 332.94      | 19          |        |           |
| 20        | Egitto        | Emadeldin Abdellatif Youssef Ezzat   | 320.13      | 20          |        |           |